# Садыков, Баирбек Садыкович
Баирбек Садыкович Садыков  (20 декабря 1920, Даубаба, Тюлькубасский район — 7 сентября 1991, Тюлькубасский район, Чимкентская область) — полный кавалер Ордена Славы, командир орудия батареи 45-мм пушек 112-го гвардейского стрелкового полка 39-й гвардейской стрелковой дивизии, гвардии старшина.

## Биография
Баирбек Садыкович Садыков родился 20 декабря 1920 года в ауле Дау-Баба (ныне Тюлькубасского района Чимкентской области республики Казахстан) в семье крестьянина. Казах. Происходит из рода сикым племени дулат. Член КПСС с 1943 года. До службы в армии окончил среднюю школу и работал лесником в лесхозе. В РККА — с октября 1940 года. На фронте — с июня 1941 года.
Командир орудия батареи 45-мм пушек 112-го гвардейского стрелкового полка 39-й гвардейской стрелковой дивизии (8-я гвардейская армия) гвардии старший сержант Садыков Б. С., с расчётом 23 июля 1944 года в уличных боях в городе Люблин (Польша), уничтожил 4 пулемёт. точки и около 15 гитлеровцев. Был дважды ранен, но после перевязок снова возвращался в строй. 8 августа 1944 года награждён Орденом Славы 3-й степени.
В боях на подступах к городу Познань (Польша) и в уличных боях 1 февраля 1945 года гвардии старшина Садыков Б. С., со своими артиллеристами подбил пушку, подавил 5 пулемётных точек и уничтожил свыше 10 гитлеровцев, чем способствовал успешному продвижению стрелковых подразделений. 4 апреля 1945 года награждён Орденом Славы 2-й степени.
23 апреля 1945 года расчёт орудия под командованием Садыкова Б. С., вместе со стрелковой ротой, преодолел реку Шпрее юго-восточнее Берлина (Германия) и огнём поддерживал наступление пехоты. При отражении контратаки противника артиллеристы подбили 2 штурмовых орудия, поразили 4 огневые точки и около отделения пехоты. В этом бою Садыков Б. С. был ранен, но остался в строю. 15 мая 1946 года награждён Орденом Славы 1-й степени.
В августе 1946 года гвардии старшина Садыков Б. С. демобилизован. Жил в селе Ванновка Тюлькубасского района. Работал директором Кзылкумского леспромхоза.

## Награды
- Орден Отечественной войны I степени. Указ Президиума Верховного Совета СССР от 11 марта 1985 года.
- Орден Красной Звезды. Приказ командира 39 гвардейской стрелковой дивизии № 50/н от 18 марта 1944 года.
- Орден Славы I степени (№ 1082). Указ Президиума Верховного Совета СССР от 15 мая 1946 года.
- Орден Славы II степени (№ 29538). Приказ Военного совета 8 гвардейской армии № 365/н от 4 апреля 1945 года.
- Орден Славы III степени (№ 88654). Приказ командира 39 гвардейской стрелковой дивизии № 078/н от 8 августа 1944 года.
- Медаль «За отвагу».Приказ командира 112 гвардейского стрелкового полка № 27/н от 19 октября 1943 года.
- Медали СССР.